# Talijansko bojište (Prvi svjetski rat)
Talijansko bojište bilo je bojište na kojem su se u Prvom svjetskom ratu sukobljavale Njemačko Carstvo i Austro-Ugarska s jedne strane, te Italija i Francuska s druge strane. 
Nakon što su joj Londonskim ugovorom od 23. svibnja 1915. godine obećani znatni teritorijalni dobitci (između ostaloga, i na korist značajnih teritorija na području Hrvatske), 1915. Kraljevina Italija je napustila Trojni savez i objavila rat Austro-Ugarskoj. Napadi na austrougarsku crtu počeli su u lipnju i trajali su do kraja godine bez uspjeha. 
U 1916. bilo je manjih teritorijalnih pomaka na objema stranama, te talijanske snage nisu u nizu od 12 bitaka na Soči uspijevale probiti austrijsku obranu. Uz strahovite napore i gubitke su naposljetku ipak uspjeli osvojiti Goricu, a u rujnu 1917. prešli su na lijevu obalu Soče i ugrozili Ljubljanu. Međutim su početkom studenog 1917. godine iscprljene austrougarske i njemačke snage krenule u protofenzivu i u Bitci kraj Kobarida potpuno probile talijansku crtu i prodrle do rijeke Piave, oko 100 kilometara u dubinu talijanskog državnog teritorija.
Austrougarski pokušaj proboja Piave u lipnju 1918. nije uspio. Potkraj listopada Talijani su prešli u ofenzivu i bitci kod Vittoria Veneta razbili austrougarske snage i zarobili njihovih čak 448 tisuća vojnika, te veći dio zaliha vojnog materijala. Nakon toga je 3. studenog potpisano primirje.